# 星則幸
星 則幸（ほし のりゆき、1960年〈昭和35年〉 - ）は、日本の実業家、占術研究家。元日本政策金融公庫職員。日本政策金融公庫退職後、秋田県秋田市を拠点にギャラリー「エトワールコレクション」を開設し、クラシックギター、将棋、タロット占いの教室を運営する。タロットカードの東洋起源説を提唱する研究者としても知られる[1][2]。

## 経歴
1960年、福島県原町市（現・南相馬市）に生まれる[1]。1983年3月、武蔵大学経済学部経営学科を卒業[2]。同年4月、国民金融公庫（現：日本政策金融公庫）に入庫し、勤務。2013年に酒田支店長、2015年に秋田支店長、2018年に南関東地区債権業務室長を歴任した[2]。2020年4月に退職。
2021年4月、秋田市泉馬場にギャラリー「エトワールコレクション」を開設[3]。

## 活動

### ギャラリー運営・地域貢献
「エトワールコレクション」は絵画・古美術・古楽器・古書などの展示販売を行うギャラリーであるとともに、店舗内でクラシックギター教室、将棋教室、タロット教室を開講している[3]。また、起業相談・経営相談を無償で行うなど、地域密着型の活動を展開している。
2018年度には「秋田市観光クチコミ大使」に就任し、地域の魅力発信に携わっている[4]。また、秋田県内の高齢者施設等でクラシックギターのボランティア演奏会を実施している[5]。

### 占術研究
公庫在職中から東洋思想や占術に関心を持ち、退職後に本格的に研究活動を開始。タロットカードの起源を東洋思想と関連づける「タロット東洋起源説」を提唱し、タロットの図像を曼荼羅や古事記神話と結びつける独自の考察を展開している[2][6]。また、四柱推命の蔵干や調候の研究、干支暦の起源論などにも取り組んでいる。

## 著作
- 『タロット東洋起源説探究 ―タロットを学ぶすべての人のためにー』 文芸社、2023年11月刊行[2]。

## 人物
日本将棋連盟公認の将棋指導員であり、段級位認定も行っている[3]。特技はクラシックギター演奏と将棋。

## SNS・メディア活動
X（旧Twitter）では「@taroxtuto」のアカウントで研究成果や日々の活動を発信しており、Instagramでもギャラリーの様子や講座情報などを公開している[6][7]。また、地元紙や秋田商工会議所の広報誌等でも自身の活動を紹介している。